# Gitaneta de la filipèndula
La gitaneta de la filipèndula (Zygaena filipendulae) és una espècie de lepidòpter ditrisi de la família dels zigènids (Zygaenidae) molt comuna a Europa, incloent-hi els Països Catalans.

## Característiques

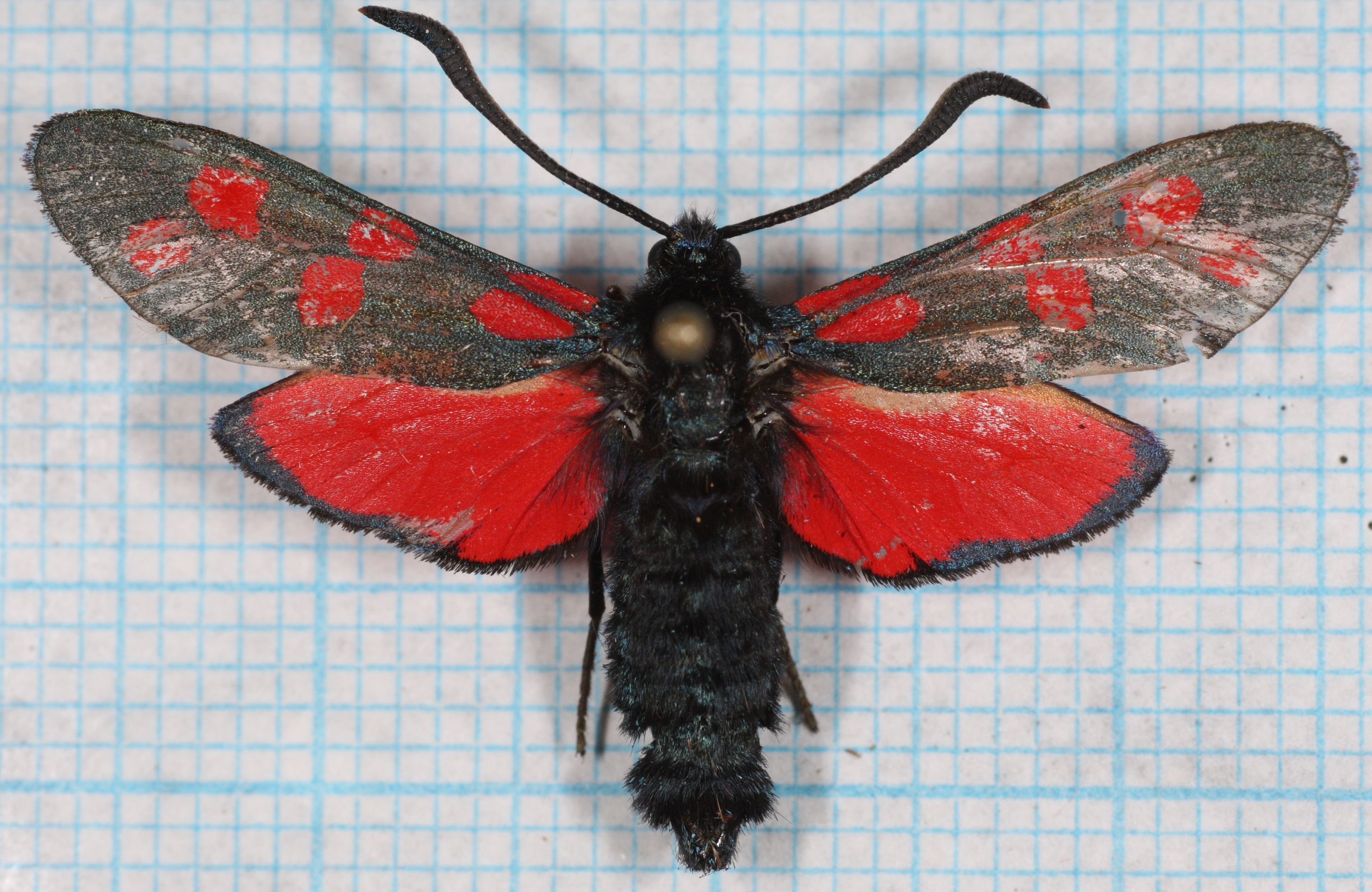

Els sexes són similars i tenen una envergadura de 3-4 cm. Les ales anteriors són verd fosc metàl·lic amb sis taques vermell vívides (de vegades les taques se suavitzen, causant possible confusió amb altres espècies com Zygaena trifolii, de cinc punts). Ocasionalment, les taques són grogues o encara negres. Les ales davanteres són vermelles amb una tonalitat. Les ales posterior son vermelles amb la vora negra.

## Història natural
Els adults volen en dies assolellats i calorosos d'estiu; i són atrets per una àmplia gamma d'espècies de flors com Centaurea i Scabiosa. L'aliment de les larves són plantes com Lotus corniculatus, trèvols, etc. L'espècie passa l'hivern com a larva.

## Subespècies
- Z. f. altapyrenaica Le Charles, 1950
- Z. f. arctica Schneider, 1880
- Z. f. balcanirosea Holik, 1943
- Z. f. campaniae Rebel, 1901
- Z. f. duponcheli Verity, 1921
- Z. f. filipendulae
- Z. f. gemella Marten, 1956
- Z. f. gemina Burgeff, 1914
- Z. f. gigantea Rocci, 1913
- Z. f. himmighofeni Burgeff, 1926
- Z. f. liguris Rocci, 1925
- Z. f. maior Esper, 1794
- Z. f. mannii Herrich-Schaffer, 1852
- Z. f. noacki Reiss, 1962
- Z. f. oberthueriana Burgeff, 1926
- Z. f. polygalae (Esper, 1783)
- Z. f. praeochsenheimeri Verity, 1939
- Z. f. pulcherrima Verity, 1921
- Z. f. pulcherrimastoechadis Verity, 1921
- Z. f. pyrenes Verity, 1921
- Z. f. seeboldi Oberthur, 1910
- Z. f. siciliensis Verity, 1917
- Z. f. stephensi Dupont, 1900
- Z. f. stoechadis (Borkhausen, 1793)
- Z. f. zarana Burgeff, 1926